# Balsam-familien
Balsam-familien (Burseraceae) er kendetegnet ved, at arterne indeholder behageligt duftende (men ildesmagende), flygtige stoffer. De beskytter planterne mod skadedyr, men har også været indsamlet som kostbart røgelse (jf. Bibelens beretning om gaverne fra de hellige tre konger). Arterne er tropiske eller subtropiske.
| Beskrevne slægter |

- Røgelsestræ (Boswellia)
- Balsamtræ-slægten (Bursera)
- Myrrhabusk-slægten (Commiphora)

| Andre slægter |

| - Aucoumea - Balsamea - Balsamodendrum - Beiselia - Canariellum - Canarium - Crepidospermum - Dacryodes - Elaphrium - Garuga - Haplolobus | - Hedwigia - Hemicrepidospermum - Hemisantiria - Hemprichia - Heudelotia - Icica - Icicaster - Neomangenotia - Pachylobus - Paraprotium - Pimela | - Protium - Pseudodacryodes - Rosselia - Santiria - Santiriopsis - Scutinanthe - Tapirocarpus - Tetragastris - Trattinnickia - Trigonochlamys - Triomma |